# Władysław Król (elektronik)
Władysław Król, ps. Sztruks, Krzysztof (ur. 1953) – działacz opozycji demokratycznej w PRL, drukarz podziemny, doktor inżynier elektronik, po 1989 roku manager.

## Życiorys
Absolwent VI Liceum Ogólnokształcącego im. Tadeusza Reytana w Warszawie (1972), po ukończeniu studiów wyższych pracownik naukowy Instytutu Gazownictwa . W latach 1982–1989 współpracował z podziemną Niezależną Oficyną Wydawniczą NOWA, wykonując zadania organizacyjno-techniczne (druk, skład tekstu, transport, zaopatrzenie, koordynacja itp.) . Wydawał wraz z grupą współpracowników książki NOWEJ, a także czasopisma bezdebitowe, m.in. miesięcznik społeczno-polityczny „Vacat” , ukazujący się w latach 1982–1989. Po 1989 roku członek kadry zarządzającej przedsiębiorstw zagranicznych w obszarze informatyki i telekomunikacji , absolwent studiów podyplomowych o specjalizacji Master of Business Administration (MBA) .

## Odznaczenia
- Odznaka „Zasłużony Działacz Kultury” (1999)[2]
- Krzyż Kawalerski Orderu Odrodzenia Polski (2008)[4][5]